# Limache
Limache este un oraș și comună din provincia Marga Marga, regiunea Valparaíso, Chile, cu o populație de 43.999 locuitori (2012) și o suprafață de 293,8 km2.